# Tertiaire kleur
Een tertiaire kleur is een kleur die uit menging van de drie primaire kleuren wordt verkregen. In termen van de drie kleurdimensies is een tertiaire kleur een kleur van verminderde intensiteit, maar alleen als zijn positie in de kleurruimte gelegen is tussen de volledig verzadigde kleur en zwart. Intensiteitverminderingen naar wit toe, of verminderingen in verzadiging naar de in tonaliteit met de verzadigde kleur overeenkomende grijswaarde (en combinaties daarvan), worden dus gemeenlijk niet tertiair genoemd, zodat de helft van de kleurruimte geen naam heeft. Iedere tertiaire kleur valt dus ook te mengen door toevoeging van zwart aan de desbetreffende "volle" kleur. Gebruik van de incorrecte primairen rood en blauw leidt tot vermeende secundaire groenen en violetten die in werkelijkheid tertiaire kleuren zijn. Het zijn kleuren die veelal in de natuur voorkomen: okers, olijfgroen; donkergroene, donkerrode, of bruine kleuren. Maar ook die grijzen, die warm of koud zijn - en dus getint.
De meeste figuratieve schilderijen werden in tertiaire kleuren geschilderd. Gebruik van alleen primaire en secundaire kleuren in realistisch bedoelde werken geeft in veel gevallen een primitief resultaat. Er zijn natuurlijk ook vele moderne stijlen, zoals het expressionisme, die dit effect juist beogen.
Een aantal voorbeelden staan hieronder. De CMYK-waarden tonen hoe de kleuren uit cyaan, magenta, geel en zwart kunnen worden samengesteld.
| Olijfgroen                            | Olijfgroen   | Olijfgroen          |
| ------------------------------------- | ------------ | ------------------- |
| — Kleurcoördinaten —                  |              |                     |
| Hex                                   | #808000      | #808000             |
| RGB*                                  | (r, g, b)    | (128, 128, 0)       |
| CMYK                                  | (c, m, y, k) | (0%, 0%, 100%, 50%) |
| HSV                                   | (t, v, i)    | (60°, 100%, 50%)    |
| *: genormaliseerd naar [0–255] (byte) |              |                     |

| Donkergroen                           | Donkergroen  | Donkergroen           |
| ------------------------------------- | ------------ | --------------------- |
| — Kleurcoördinaten —                  |              |                       |
| Hex                                   | #006400      | #006400               |
| RGB*                                  | (r, g, b)    | (0, 100, 0)           |
| CMYK                                  | (c, m, y, k) | (100%, 0%, 100%, 61%) |
| HSV                                   | (t, v, i)    | (120°, 100%, 39%)     |
| *: genormaliseerd naar [0–255] (byte) |              |                       |

| Donkerbruin                           | Donkerbruin  | Donkerbruin           |
| ------------------------------------- | ------------ | --------------------- |
| — Kleurcoördinaten —                  |              |                       |
| Hex                                   | #640000      | #640000               |
| RGB*                                  | (r, g, b)    | (100, 0, 0)           |
| CMYK                                  | (c, m, y, k) | (0%, 100%, 100%, 61%) |
| HSV                                   | (t, v, i)    | (0°, 100%, 39%)       |
| *: genormaliseerd naar [0–255] (byte) |              |                       |

| Donkergeel                            | Donkergeel   | Donkergeel         |
| ------------------------------------- | ------------ | ------------------ |
| — Kleurcoördinaten —                  |              |                    |
| Hex                                   | #DBD50A      | #DBD50A            |
| RGB*                                  | (r, g, b)    | (219, 213, 10)     |
| CMYK                                  | (c, m, y, k) | (0%, 3%, 95%, 14%) |
| HSV                                   | (t, v, i)    | (58°, 95%, 86%)    |
| *: genormaliseerd naar [0–255] (byte) |              |                    |

| Turkoois                              | Turkoois     | Turkoois           |
| ------------------------------------- | ------------ | ------------------ |
| — Kleurcoördinaten —                  |              |                    |
| Hex                                   | #40E0D0      | #40E0D0            |
| RGB*                                  | (r, g, b)    | (64, 224, 208)     |
| CMYK                                  | (c, m, y, k) | (71%, 0%, 7%, 12%) |
| HSV                                   | (t, v, i)    | (174°, 71%, 88%)   |
| *: genormaliseerd naar [0–255] (byte) |              |                    |

| Grijsblauw                            | Grijsblauw   | Grijsblauw         |
| ------------------------------------- | ------------ | ------------------ |
| — Kleurcoördinaten —                  |              |                    |
| Hex                                   | #ADD8CA      | #ADD8CA            |
| RGB*                                  | (r, g, b)    | (173, 216, 202)    |
| CMYK                                  | (c, m, y, k) | (20%, 0%, 6%, 15%) |
| HSV                                   | (t, v, i)    | (160°, 20%, 85%)   |
| *: genormaliseerd naar [0–255] (byte) |              |                    |

primaire kleur · secundaire kleur · tertiaire kleur · complementaire kleur · kleurencirkel · partitieve kleurmenging · kleurcontrast · kleurtemperatuur

kleurcodering · kleurruimte · CIELAB · CMYK · HSL/HLS · HSV/HSB · HTML-kleuren · NCS · Pantone PMS · RAL · RGB · YIQ · YUV · YPbPr